# You're Under Arrest (album de Serge Gainsbourg)
Pour les articles homonymes, voir You're Under Arrest.
Albums de Serge Gainsbourg
Gainsbourg Live
(1985) Le Zénith de Gainsbourg
(1989)
Singles
1. You're Under Arrest
Sortie : 1987
2. Five Easy Pisseuses
Sortie : 1987
3. Aux enfants de la chance
Sortie : 1988
4. Mon légionnaire
Sortie : 1988

You're Under Arrest est le dix-septième et dernier album studio de Serge Gainsbourg, sorti le 2 novembre 1987.

## Historique
Il s'agit d'un album-concept consacré aux amours d'un homme d'âge mûr pour une jeune femme prénommée Samantha. Comme pour son précédent album Love on the Beat, le contenu est hautement sexuel, ainsi que le suggèrent les titres des chansons : Five Easy Pisseuses ou encore Suck Baby Suck, évoquant des amours avec de très jeunes filles (des « pisseuses » comme il les surnomme).
Le titre You're Under Arrest est une référence à l'album homonyme de Miles Davis, sorti deux ans plus tôt. Le titre Five Easy Pisseuses est une référence au film Five Easy Pieces de Bob Rafelson.
À la demande du photographe Jean-Marie Périer, Serge a écrit une chanson de prévention contre l'usage de drogue à destination de la jeunesse, Aux enfants de la chance.
L'album contient en outre une reprise de Mon légionnaire, qui fut interprétée par Marie Dubas en 1936 et reprise par Édith Piaf en 1937, et qui dans la bouche de Serge Gainsbourg prend une connotation homosexuelle, thème déjà abordé dans deux titres de l'album Love on the Beat, sorti en 1984. Serge Gainsbourg déclare en 1988  à son sujet : « j'ai adoré cette chanson, j'ai essayé de la faire sur Love on the Beat, et puis on s'est planté, cela ne marchait pas avec les américains. On ne trouvait pas le joint, et cette année cela a collé, on a trouvé un arrangement ». Cette chanson était encore présente dans son esprit en 1986, car dans le film Charlotte for Ever, que Serge Gainsbourg a réalisé, lorsque Charlotte donne des gifles à Léon, qui accuse Charlotte d'avoir eu une relation avec son amant Stéphane, elle prononce en même temps les paroles de la chanson Mon légionnaire : « J'sais pas son nom, je n'sais rien d'lui, il m'a aimée toute la nuit mon légionnaire ».
You're Under Arrest a été certifié disque de platine en France, pour plus de 400 000 exemplaires écoulés.

## Résumé
L'album raconte une histoire d'amour dans le Bronx entre un homme âgé et Samantha, adolescente noire. Étant la plus belle fille des "Five Easy Pisseuses", elle séduit rapidement le narrateur qui tombe amoureux d'elle et va la revoir régulièrement. Après avoir vécu une mésaventure avec deux policiers ripoux noirs qui lui ont volé son argent (You're Under Arrest), le narrateur découvre que Samantha se drogue beaucoup (Baille Baille Samantha). S'il ne partage pas son addiction (Aux enfants de la chance), il l'aime quand même et continue de coucher avec elle (Suck Baby Suck). Mais un dimanche, il se sent seul (Gloomy Sunday) et comprend qu'elle ne l'aime finalement pas (Shotgun). Le narrateur boit de l'alcool pour se rassurer et coucher avec elle, alors que de son côté elle ne trouve plus l'excitation (Glass Securit). Finalement, fatigué de son addiction (Dispatch Box), il prend la décision de la quitter (Dispatch Box) et passe la nuit avec un légionnaire avant que celui-ci ne disparaisse dans le désert (Mon légionnaire).

## Titres
Toutes les chansons sont écrites et composées par Serge Gainsbourg, sauf Mon légionnaire (interprétée par Édith Piaf, 1937) et Gloomy sunday (standard de jazz devenu en français Sombre dimanche et interprété par Damia en 1936).
| No  | Titre                                                                                          | Durée |
| --- | ---------------------------------------------------------------------------------------------- | ----- |
| 1.  | You're Under Arrest                                                                            | 4:12  |
| 2.  | Five Easy Pisseuses                                                                            | 3:28  |
| 3.  | Baille Baille Samantha                                                                         | 3:24  |
| 4.  | Suck Baby Suck                                                                                 | 3:45  |
| 5.  | Gloomy Sunday (adaptée par Jean Marèze et François-Eugène Gonda sous le titre Sombre dimanche) | 3:44  |
| 6.  | Aux enfants de la chance                                                                       | 4:06  |
| 7.  | Shotgun                                                                                        | 4:00  |
| 8.  | Glass Securit                                                                                  | 3:38  |
| 9.  | Dispatch Box                                                                                   | 2:53  |
| 10. | Mon légionnaire (Raymond Asso, Marguerite Monnot)                                              | 5:34  |

## Musiciens
- Chant : Serge Gainsbourg
- Chœurs : Brenda White King, Curtis King Jr.
- Batterie : Tony « Thunder » Smith
- Piano/Synthétiseurs : Gary Georgett, Serge Gainsbourg
- Guitare et direction musicale : Billy Rush
- Saxophone : Stan Harrison
- Basse : John K
- Photos : Gilles Cappé
- Conception graphique : Gainsbourg & Huart/Cholley

À noter que Curtis King Jr. chante le refrain sur le titre You're under arrest, mais comme il n'était pas disponible en France pour la promo (il vit aux États-Unis), c'est Billy Obam, un danseur d'origine camerounaise vivant en France, qui l'a doublé en playback.

## Classement
| Classement (1987) | Meilleure place |
| ----------------- | --------------- |
| France (SNEP)     | 2               |

## Certification
| Région        | Certification | Ventes  |
| ------------- | ------------- | ------- |
| France (SNEP) | Platine       | 400 000 |